# Keroro, mission Titar
Pour les articles homonymes, voir Keroro.
Cet article concerne la série d'animation. Pour le manga, voir Sergent Keroro.
Keroro, mission Titar (ケロロ軍曹, Keroro-Gunsō, ou Sergent Keroro) est une série télévisée d'animation japonaise adaptée par Yoshiyuki Tomino, Hajime Yatate et Mine Yoshizaki du manga Sergent Keroro, réalisée par Jun'ichi Satō et produite par les studios japonais Sunrise. Créé à l'origine par Mine Yoshizaki dans un but humoristique, le manga connait tout de suite un succès auprès des collégiens, lycéens et amateurs de mangas. Par la suite, sa popularité ne cesse de grimper lorsque la série télévisée commence sa diffusion le 3 avril 2004 sur la chaîne télévisée TV Tokyo, puis sur la chaîne câblée Animax. 
En Amérique du Nord, la série est adaptée en anglais par FUNimation Entertainment. 
En France, la série est licenciée par Rouge Citron Production, puis diffusée depuis le 2 septembre 2006 sur la chaîne télévisée Télétoon et rediffusée sur IDF1 en 2008. Elle est adaptée par Thierry Renucci, Frédéric Roques, Anthony Dalmolin, etc. Le studio de doublage est Mediadub (pour les 13 premiers épisodes), Made In Europe, puis par Agent Double (pour les 52 épisodes suivants).
Un merchandising important se développe autour de la série, notamment avec les gashapon et autres produits dérivés.

## Synopsis
La série est centrée sur Keroro, une grenouille verte anthropomorphe, et son unité spéciale formant l'avant-garde titarienne. Leur mission implique l'infiltration puis la domination de la Terre, mais leurs tentatives récurrentes échouent lamentablement. Le Sergent Keroro, malgré son statut de chef et haut placé, est incompétent, immature, et préfère passer plus de temps à jouer avec des figurines en plastiques plutôt que de prendre le contrôle du monde. Ce dernier est le chef de quatre autres membres de la planète Titar : l'adorable mais violent Deuxième Classe Tamama ; le furieux mais tendre Caporal Giroro ; l'intelligent mais machiavélique Adjudant Kururu ; et le discipliné Caporal Chef Dororo. Leur plus grand obstacle dans leur mission est la famille Hinata.  Keroro est constamment harcelé par la fille ainée  de la famille, Natsumi Hinata,.

## Production

### Développement
Keroro, mission Titar s'inspire du manga Sergent Keroro ; au Japon, l'anime, comme le manga, portent le même titre Keroro-Gunsō. Quelques OAV dérivés de l'anime sont également parus,. Aux États-Unis, ADV Films annonce sur son site officiel la future adaptation en anglais de l'anime avec un court vidéoclip d'une grenouille dansante. Un message annonce le 20 novembre 2006, la licence de l'anime (tiré du manga, déjà licencié dans le pays par Tokyopop). Plus tard, ils confirment la commercialisation d'un DVD en février 2007. Cependant, ADV Films ne confirme aucune date de sortie. 
En février 2013, Keroro, mission Titar est toujours « en suspens » par FUNimation. Lors de l'évènement Keroro Birthday & New Project Presentation, fêtant les quinze années d'existence de la série, qui s'est déroulé à Tokyo, un nouvel anime est annoncé pour printemps 2014, tout simplement intitulé Keroro.

### Épisodes
L'anime est diffusé pour la première fois au Japon sur la chaîne télévisée TV Tokyo du 3 avril 2004 au 3 avril 2011, d'une durée de 30 minutes par épisode. L'anime lui-même est produit en une cinquantaine d'épisodes par an. Hors des frontières japonaises, la série est adaptée sur le continent nord-américain par FUNimation Entertainment. En France, la série est diffusée sous le titre de Keroro, mission Titar, pour la première fois sur la chaîne Télétoon le 28 août 2006 jusqu'en 2011, puis rediffusée le 20 mars 2008 sur IDF1.

## Distribution

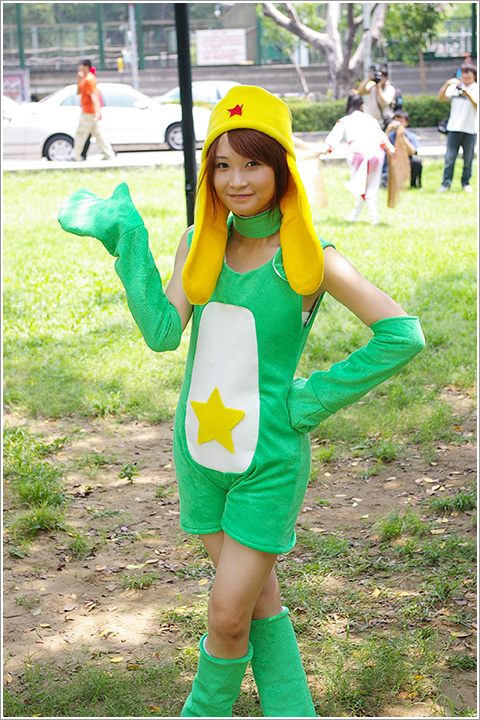
Cosplay du sergent Keroro.

L'adaptation française des 13 premiers épisodes de la première saison de Keroro, mission Titar est réalisée par le studio Mediadub International sous la direction de Pauline Brunel, adapté par Frédéric Roques, Anthony Dalmolin, et Thierry Renucci, notamment. À la suite de la disparition du premier éditeur, l'adaptation française est confiée aux studios Made In Europe et Agent Double sous la direction artistique de Marie-Line Landerwijn (première saison), puis Alice Ley et Géraldine Frippiat (deuxième saison), adapté par Frédéric Roques.
| Personnages notables | Voix japonaises                | Voix françaises   | Voix françaises  |
| Personnages notables | Voix japonaises                | Premier doublage  | Second doublage  |
| -------------------- | ------------------------------ | ----------------- | ---------------- |
| Keroro               | Kumiko Watanabe                | Xavier Fagnon     | Tony Beck        |
| Tamama               | Etsuko Kozakura                | Chantal Macé      | Ioanna Gkizas    |
| Giroro               | Jōji Nakata                    | Pascal Renwick    | Arnaud Léonard   |
| Kururu               | Takehito Koyasu                | Geoffrey Vigier   | Pierre Bodson    |
| Dororo               | Takeshi Kusao                  | Pascal Nowak      | Pierre Lognay    |
| Fuyuki Hinata        | Tomoko Kawakami Hōko Kuwashima | Charles Pestel    | Grégory Praet    |
| Natsumi Hinata       | Chiwa Saitō                    | Laurence Sacquet  | Jennifer Baré    |
| Aki Hinata           | Akiko Hiramatsu                | Vanina Pradier    | Marcha Van Boven |
| Garance              | Haruna Ikezawa                 | Anouck Hautbois   | Stéphane Flamand |
| Maël                 | Akira Ishida                   | Mathias Kozlowski | Didier Colfs     |
| Énéa                 | Ryō Hirohashi                  | Ariane Aggiage    | Esther Aflalo    |
| Narrateur            | Keiji Fujiwara                 | Philippe Catoire  | Patrick Donnay   |
| Garuru               | Akio Ōtsuka                    | –                 | Mathieu Moreau   |
| Taruru               | Akeno Watanabe                 | –                 | Romain Barbieux  |
| Tororo               | Kappei Yamaguchi               | –                 | Thierry Janssen  |
| Zoruru               | Kazuki Yao                     | –                 | Erwin Grünspan   |

## Media perdu
Des internautes francophones se sont engagés de retrouver des épisodes en version française de Keroro Mission Titar,. Le manque d'offre légale de VOD et le manque de commercialisation d'une édition physique de la série ont incité certains internautes et chercheurs de médias perdus à rechercher la totalité des épisodes de la version française dans le but de les conserver étant majoritairement inaccessibles. Quelques épisodes ont déjà été retrouvés et sont parfois mis en ligne sur des sites tels que YouTube ou Dailymotion, bien que leur disponibilité soit souvent éphémère en raison de demandes de retrait de la plateforme. Des discussions ont lieu sur des forums, des publications sont faites sur Reddit et des groupes privés sont créés pour retrouver les épisodes de Keroro Mission Titar en version française.

## Adaptations

### Films
Un film est produit par Sunrise, réalisé par Jun'ichi Satō et sorti pendant l'été 2006, au Japon. Un second film est sorti début 2007, ainsi qu'un troisième début 2008. 